# Postomino (gromada)
Postomino – dawna gromada, czyli najmniejsza jednostka podziału terytorialnego Polskiej Rzeczypospolitej Ludowej w latach 1954–1972.
Gromady, z gromadzkimi radami narodowymi (GRN) jako organami władzy najniższego stopnia na wsi, funkcjonowały od reformy reorganizującej administrację wiejską przeprowadzonej jesienią 1954 do momentu ich zniesienia z dniem 1 stycznia 1973, tym samym wypierając organizację gminną w latach 1954–1972.
Gromadę Postomino z siedzibą GRN w Postominie utworzono – jako jedną z 8759 gromad na obszarze Polski – w powiecie sławieńskim w woj. koszalińskim na mocy uchwały nr 43/54 WRN w Koszalinie z dnia 5 października 1954. W skład jednostki weszły obszary dotychczasowych gromad Postomino, Pieńkowo, Marszewo, Górsko i Złakowo ze zniesionej gminy Naćmierz w tymże powiecie. Dla gromady ustalono 17 członków gromadzkiej rady narodowej.
1 stycznia 1958 do gromady Postomino włączono wsie Królewo, Królewice i Wicko ze zniesionej gromady Łącko oraz wieś Pieszcz z przysiółkami ze zniesionej gromady Pałówko w tymże powiecie.
31 grudnia 1959 z gromady Postomino wyłączono wieś Pieszcz, włączając ją do gromady Staniewice w tymże powiecie.
31 grudnia 1961 do gromady Postomino włączono obszar zniesionej gromady Masłowice (oprócz wsi Stary Kraków, Dzierżęcin, Kanin i Karsino) oraz wsie Tyn, Pieszcz i Mazów ze zniesionej gromady Staniewice w tymże powiecie.
Gromada przetrwała do końca 1972 roku, czyli do kolejnej reformy gminnej. 1 stycznia 1973 w powiecie sławieńskim utworzono gminę Postomino.